# Турково (Ленинградская область)
Турково — деревня в Большедворском сельском поселении Бокситогорского района Ленинградской области.

## История
Деревня Туркова упоминается на карте Санкт-Петербургской губернии 1792 года, А. М. Вильбрехта.

ТУРКОВО — деревня Галицкого общества, прихода села Дыми. Река Рядань. 

Крестьянских дворов — 14. Строений — 25, в том числе жилых — 17. 

Число жителей по семейным спискам 1879 г.: 36 м. п., 33 ж. п.; по приходским сведениям 1879 г.: 36 м. п., 33 ж. п.

В конце XIX века — начале XX века деревня административно относилась к Большедворской волости 3-го земского участка 1-го стана Тихвинского уезда Новгородской губернии.

ТУРКОВО — деревня Галичского сельского общества, число дворов — 14, число домов — 20, число жителей: 42 м. п., 41 ж. п.;
 
Занятия жителей — земледелие, лесные заработки, пасека. Река Рядань. 2 часовни. (1910 год)

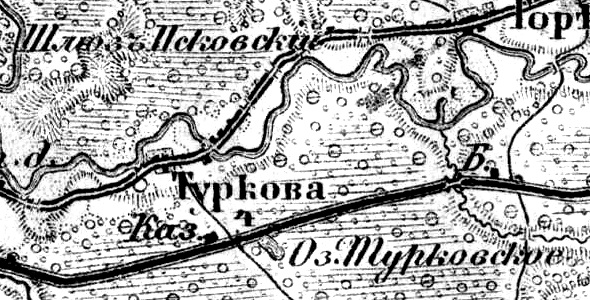
Деревня Турково на карте 1913 года

Согласно карте Новгородской губернии 1913 года, деревня называлась Туркова и насчитывала 4 крестьянских двора.
С 1917 по 1918 год деревня входила в состав Большедворской волости Тихвинского уезда Новгородской губернии.
С 1918 года, в составе Череповецкой губернии.
С 1924 года, в составе Пригородной волости.
С 1927 года, в составе Галичского сельсовета Тихвинского района.
По данным 1933 года деревня Турково входила в состав Галичского сельсовета Тихвинского района.
В 1940 году население деревни составляло 114 человек.
С 1952 года, в составе Бокситогорского района.
С 1963 года, вновь в составе Тихвинского района.
С 1965 года, вновь в составе Бокситогорского района. В 1965 году население деревни составляло 43 человека.
По данным 1966 и 1973 годов деревня Турково входила в состав Галичского сельсовета Бокситогорского района.
По данным 1990 года деревня Турково входила в состав Большедворского сельсовета.
В 1997 году в деревне Турково Большедворской волости проживали 6 человек, в 2002 году — 12 человек (русские — 92 %). 
В 2007 году в деревне Турково Большедворского СП проживали 5 человек, в 2010 году — 11.

## География
Находится в северо-западной части района на автодороге 41К-036 (Галично — Харчевни).
Расстояние до административного центра поселения — 6 км.
Расстояние до ближайшей железнодорожной платформы Дыми — 2 км. 
Деревня находится на левом берегу реки Рядань.

## Демография
| 1997 | 2002 | 2007 | 2010 | 2017 |
| ---- | ---- | ---- | ---- | ---- |
| 6    | ↗12  | ↘5   | ↗11  | ↘8   |